# Partidul Muncii (România)
Partidul Muncii (sau Partidul Muncei) a fost o formațiune politică de stânga din România, activă în perioada 1917–1921. Fondat în Iași de către George Diamandy, partidul a apărut ca o sciziune din Partidul Național Liberal (PNL) în contextul crizei social-politice generate de Primul Război Mondial. Partidul milita pentru reforme urgente, precum reforma agrară, votul universal și drepturile muncitorilor, dorind înlocuirea Constituției din 1866 cu una mai democratică și promovând colaborarea între clase sociale.

## Origini
George Diamandy, un aristocrat și proprietar de pământ, a fost introdus în socialism în jurul anului 1887, când a publicat primele sale articole în revista marxistă "Contemporanul". În anii 1890, a fondat la Paris propria sa publicație, "L'Ère Nouvelle", care reprezenta o formă heterodoxă de marxism și a contribuit la lansarea carierei filosofului Georges Sorel. Diamandy a dezvoltat un marxism pragmatic în perioada în care a activat în Partidul Social-Democrat al Muncitorilor din România (PSDMR), unde a promovat alianțe cu partidele tradiționale, precum Partidul Conservator și ulterior o cooperare strânsă cu PNL, până la punctul de fuziune. În 1899, a susținut transformarea PSDMR într-un partid "Național Democrat" sau "Progresiv Democrat" reformist, încheind acorduri cu aripa "poporanistă" a PNL. Aceasta a dus la scindarea PSDMR în mai multe facțiuni, iar Diamandy, alături de Vasile Morțun, s-a alăturat PNL. În următorul deceniu, Diamandy a devenit un critic intern al liberalismului național, acuzând conducerea PNL de reacționarism și propunând introducerea votului universal masculin.
În timpul Primului Război Mondial, după ce România a adoptat o politică de neutralitate sub conducerea prim-ministrului Ion I. C. Brătianu, Diamandy a fost selectat ca emisar semi-oficial al PNL în țările Antantei, negociind acorduri de asistență mutuală. După intrarea României în război de partea Antantei în 1916 și ocuparea unei părți a teritoriului de către Puterile Centrale, guvernul și Parlamentul s-au mutat la Iași. Aici, Diamandy a devenit un critic vehement al lui Brătianu, acuzându-l de gestionarea defectuoasă a campaniei militare. Revoluția Rusă din februarie 1917 a intensificat radicalismul lui Diamandy, care considera că noul guvern rus era incompatibil cu guvernarea "tiranică" a lui Brătianu.

## Activitate
La 27 aprilie/1 mai 1917, Diamandy a fondat Partidul Muncii ca partid parlamentar, axat pe problema reformei agrare. Descris în literatură ca având o tendință "larg democratică burgheză" sau ca "fracțiunea socialistă" a parlamentului, partidul era compus în principal din politicieni formați în școala socialismului. Diamandy a criticat deschis PNL pentru intenția de a implementa o redistribuire a pământului, susținând că Ionel Brătianu nu mai avea "dreptul moral" de a face acest lucru. Programul partidului, redactat de Diamandy, propunea o reformă agrară care să ofere fiecărui țăran 5 hectare de pământ, vot universal pentru toți cetățenii de peste 20 de ani, inclusiv pentru femei, dreptul la grevă, legi privind munca copiilor, naționalizarea Băncii Naționale și o nouă constituție care să consacre colaborarea între clase. Ei erau inspirați de Partidul Socialist Revoluționar din Rusia. Programul a fost confiscat imediat de cenzura militară, la ordinul lui I. G. Duca, care a explicat că, deși nu se opunea revendicărilor, nu era de acord cu natura combativă a documentului în contextul de criză și instabilitate politică din timpul războiului.
Partidul a coexistat cu un grup marxist ortodox, înființat la Iași de Leon Ghelerter și Max Wexler, care considerau Partidul Muncii drept o diversiune a autorităților pentru a controla muncitorii. Această suspiciune a fost parțial confirmată de Grigore Trancu-Iași, care a declarat regelui Ferdinand I că rolul partidului era de a atrage straturile muncitoare într-o direcție sănătoasă, în contrast cu socialiștii de extremă stânga precum Cristian Rakovski, I. C. Frimu și Alecu Constantinescu.
În aprilie 1919, reprezentat de Trancu-Iași, Partidul Muncii a aderat la Partidul Poporului, creat la Iași de generalul Alexandru Averescu. Cu toate acestea, diverși membri ai partidului au revenit în PNL, iar Partidul Muncii a fost considerat defunct la sfârșitul anului 1918 sau începutul anului 1919. Ulterior, Nicolae L. Lupu a reorganizat grupul ca parte a "Blocului Parlamentar", susținând un guvern format în jurul Partidului Național Român în 1920. El și susținătorii săi au fost, de asemenea, printre cei care au înființat Partidul Țărănesc în 1921.

## Membri notabili
- George Diamandy: Fondatorul partidului, fost membru al PNL și activist socialist cu o carieră politică și jurnalistică remarcabilă.
- Nicolae L. Lupu: Cofondator al partidului și fost membru al Partidului Național Liberal, Lupu a jucat un rol esențial în promovarea reformelor agrare și a drepturilor muncitorilor. Ulterior, a contribuit la formarea Partidului Țărănesc în 1921.
- Grigore Trancu-Iași: Membru al Partidului Muncii și deputat în Parlamentul României, Trancu-Iași a fost implicat în promovarea legislației privind reforma agrară și drepturile muncitorilor.
- Numa Protopopescu: moșier și unul dintre liderii partidului după Primul Război Mondial, Protopopescu a încercat să revitalizeze Partidul Muncii și a fost implicat în diverse inițiative politice de stânga.